# Anton Vašek
Anton Vašek (ur. 29 kwietnia 1905 we wsi Hrubá Borša pow. Senec, zm. 30 lipca 1946 w Bratysławie) – słowacki publicysta, dziennikarz i polityk. 

## Życiorys
Ukończył studia na Wydziale Prawa Uniwersytetu w Bratysławie. Od 1927 pełnił funkcję sekretarza generalnego Słowackiego Związku Gmin, Miast i Powiatów, od 1928 działał w Związku Studentów Słowackich (Zväz slovenskeho študentstva),. Po studiach podjął pracę na stanowisku urzędniczym. Oprócz pracy urzędniczej był aktywnym zawodowo dziennikarzem, w latach 1930-1938 kierował czasopismami Zprávy mesta Bratislavy i Hlas slovenskej samosprávy. W 1935 wziął udział w wyborach do parlamentu jako kandydat Słowackiej Partii Ludowej, ale nie zdobył mandatu.

## Okres okupacji niemieckiej
W latach 1939–1942 Vašek kierował wydziałem kontroli i audytu w urzędzie miejskim w Bratysławie. 3 kwietnia 1942 objął stanowisko kierownika 14 Departamentu słowackiego ministerstwa spraw wewnętrznych, zajmującym się wywózką Żydów ze Słowacji do obozów koncentracyjnych. W związku z jego udziałem w wywłaszczeniu i deportacji słowackich Żydów, Vašek uzyskał ironiczny przydomek "króla żydowskiego" (Židovský Kráľ). Był zwolennikiem kontynuacji akcji deportacyjnej nawet wtedy, kiedy większość proniemieckich polityków słowackich uznawało tę kwestię za nieistotną. Dzięki deportacjom Vaškowi udało się zgromadzić pokaźny majątek pochodzący z łapówek przekazanych przez osoby zagrożone wywózką, ale także od tych, którzy ukrywali osoby pochodzenia żydowskiego. We wrześniu 1944 14 Departament został rozwiązany, a Vašek powrócił do pracy w kancelarii notarialnej Bratysławy, kontynuując współpracę z niemieckimi organami okupacyjnymi. Po zajęciu Słowacji przez Armię Czerwoną aresztowany i postawiony przed Sądem Ludowym. Oskarżony o bezpośredni udział w wywózce 57 000 słowackich Żydów, publikację tekstów o tematyce antyżydowskiej, a także przyjęcie łapówek w wysokości 2.5-3 mln słowackich koron. 26 lipca 1946 został skazany na karę śmierci, a cztery dni później powieszony w Bratysławie.
Był żonaty, miał córkę.